# Seydou Doumbia
Seydou Doumbia (* 31. Dezember 1987 in Yamoussoukro) ist ein ehemaliger ivorischer Fußballspieler. Er stand zuletzt bei den Ħamrun Spartans unter Vertrag. Mit dem BSC Young Boys (zweimal) und dem FC Basel (einmal) wurde er dreimal Torschützenkönig in der Schweiz und mit ZSKA Moskau ebenfalls zweimal in Russland.

## Karriere

### Verein
Doumbia begann 2003 bei AS Athlétic Adjamé seine Profikarriere. Nach einem Jahr wechselte er zu ASEC Mimosas, schaffte den Durchbruch allerdings nicht, gewann aber seinen ersten nationalen Titel. Zur Folgesaison wechselte er innerhalb der Liga zu AS Denguélé. Dort kam er in 20 Spielen auf 15 Tore und wurde Torschützenkönig der Liga. Schließlich sicherte sich 2006 der japanische Klub Kashiwa Reysol Doumbias Dienste. Als Vizemeister der J2 stieg der Verein Ende des Jahres in die J. League auf. Doumbia wurde für die 2008er Saison an den Zweitligisten Tokushima Vortis verliehen. Dort erzielte er regelmäßig Tore.
Im Sommer 2008 schloss Doumbia sich dem Schweizer Super-Ligisten BSC Young Boys an. Sein Pflichtspieldebüt in der Schweiz gab er am ersten Spieltag, dem 18. Juli 2008, gegen den FC Basel. Bei der 1:2-Niederlage wurde er in der 63. Minute für Eudis eingewechselt. Er wurde in Bern zum Publikumsliebling, nachdem er in den ersten fünf Spielen im Jahr 2008 fünf Tore erzielt hatte, obwohl er in keinem Spiel länger als 25 Minuten auf dem Feld gespielt hatte. In der Saison 2008/09 stand Doumbia nur fünfmal in der Startformation. Mit 20 Toren wurde er 2008/09 in seiner ersten Saison in der Schweizer Fußballmeisterschaft Torschützenkönig der Super League. Zudem ehrten ihn seine Fußballkollegen zum „Spieler des Jahres“ der Axpo Super League. Auch am Ende der Saison 2009/10 führte Doumbia mit 30 Toren die Torschützenliste an und wurde erneut zum besten Spieler der Axpo Super League gewählt. In 43 Pflichtspielen für den BSC Young Boys erzielte Doumbia 75 Scorerpunkte, davon 56 Tore. In der Saison 2008/09 erzielte er im Schnitt alle 70 Spielminuten ein Tor und hatte hinter Lionel Messi den zweitbesten Durchschnitt Europas.
Ab 1. Juli 2010 spielte Doumbia für den ZSKA Moskau. Seinen Einstand gab er am 1. August 2010 beim 2:1-Sieg gegen Spartak Moskau, seine ersten beiden Tore für ZSKA erzielte er am 19. August 2010 im Hinspiel der UEFA-Europa-League-Partie gegen Anorthosis Famagusta. Mit ZSKA gewann er 2011 den Russischen Pokal, wobei er gegen Alanija Wladikawkas beide Tore zum 2:1-Sieg beisteuerte. In der Saison 2011/12 wurde er mit 28 Toren Torschützenkönig der russischen Liga und wurde zum Fußballer des Jahres in Russland gewählt. In der folgenden Saison gewann er mit ZSKA die russische Meisterschaft, kam dabei jedoch aufgrund einer langwierigen Rückenverletzung nur zu sieben Einsätzen.
Am 30. Januar 2015 wechselte Doumbia von ZSKA Moskau zur AS Rom und unterzeichnete dort einen bis zum 30. Juni 2019 laufenden Vertrag. Nach einem halben Jahr wurde er wieder nach Moskau ausgeliehen. Nach Leihablauf wurde er zum 1. Februar 2016 an Newcastle United verliehen. Zur Saison 2016/17 lieh ihn der FC Basel für ein Jahr mit einer anschließenden Kaufoption. Im Juni 2017 wurde er erneut verliehen, diesmal an Sporting Lissabon.
Ende August 2018 schloss Doumbia sich für drei Jahre dem FC Girona an, löste aber bereits ein Jahr später nach dem Abstieg des Vereins seinen Vertrag auf. Im September 2019 kehrt er mit einem Einjahresvertrag beim FC Sion in die Schweiz zurück. Am 18. März 2020 wurde er aufgrund der COVID-19-Pandemie fristlos gekündigt. Im Januar 2021 wechselte er nach Malta zu den Ħamrun Spartans.

### Nationalmannschaft
2008 wurde Doumbia für die zwei Spiele um den Kirin Cup in Japan nominiert. Dort gab er im Trikot der Elfenbeinküste am 24. Mai 2008 sein Debüt in der Partie gegen Japan. Beim Spiel vom 18. November 2009 erzielte Doumbia sein erstes Tor für die Nationalmannschaft gegen Deutschland. Trotz seiner Erfolge im Vereinsfußball kam Doumbia in der Nationalmannschaft nicht über die Rolle eines Einwechselspielers hinaus, da dort in der Regel Didier Drogba als einziger Mittelstürmer eingesetzt wird. Bei der Weltmeisterschaft 2010 kam Doumbia lediglich im Spiel gegen Nordkorea zum Einsatz, blieb aber ohne Torerfolg. Am 13. Mai 2014 wurde er von Nationaltrainer Sabri Lamouchi nicht in den Kader für die WM 2014 übernommen. Doumbia erklärte daraufhin seine Karriere in der ivorischen Nationalmannschaft für beendet. Unter dem neuen Trainer Hervé Renard kehrte er jedoch noch im selben Jahr in die Nationalmannschaft zurück. Im Februar 2015 gewann er mit der Mannschaft die Afrikameisterschaft in Äquatorialguinea.

## Titel und Erfolge
ASEC Mimosas
- Ivorischer Meister: 2004

ZSKA Moskau
- Russischer Meister: 2013, 2014
- Russischer Pokalsieger: 2011

BSC Young Boys
- Schweizer Vizemeister: 2009, 2010

FC Basel
- Schweizer Meister: 2017
- Schweizer Cupsieger: 2017

Nationalmannschaft
- Afrikameister: 2015

## Auszeichnungen
- Torschützenkönig der Ivorischen Premier Division: 2005
- Torschützenkönig der Super League: 2009, 2010, 2017
- Torschützenkönig der Premjer-Liga: 2012, 2014
- Axpo Spieler des Jahres: 2009, 2010
- Fußballer des Jahres in Russland: 2011 (Sport-Express), 2011 & 2014 (Futbol)